# História dos judeus no Império Romano

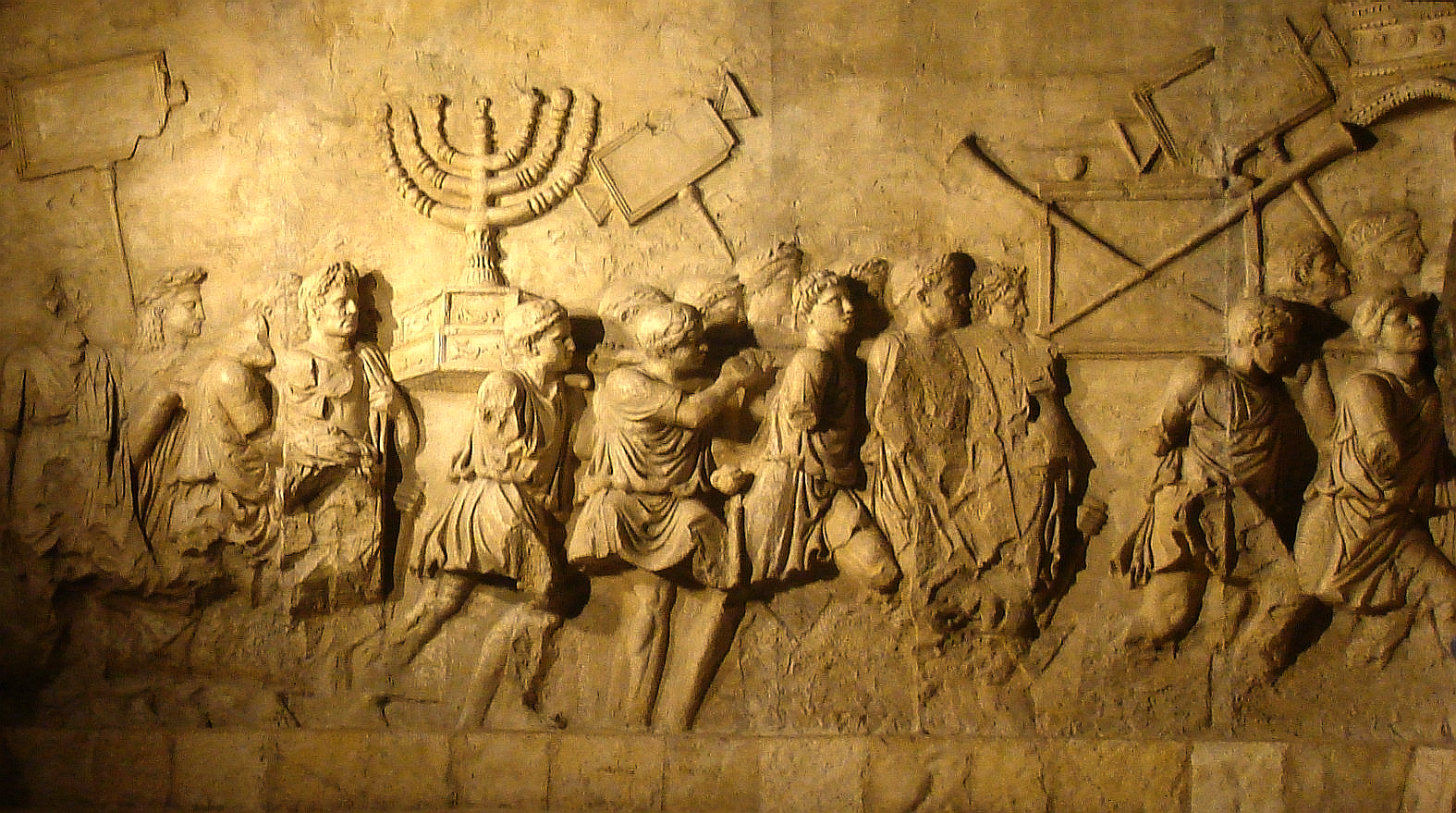
Relevo do Arco de Tito em Roma retratando uma menorá e outros objetos roubados do Templo de Jerusalém carregados em um triunfo romano

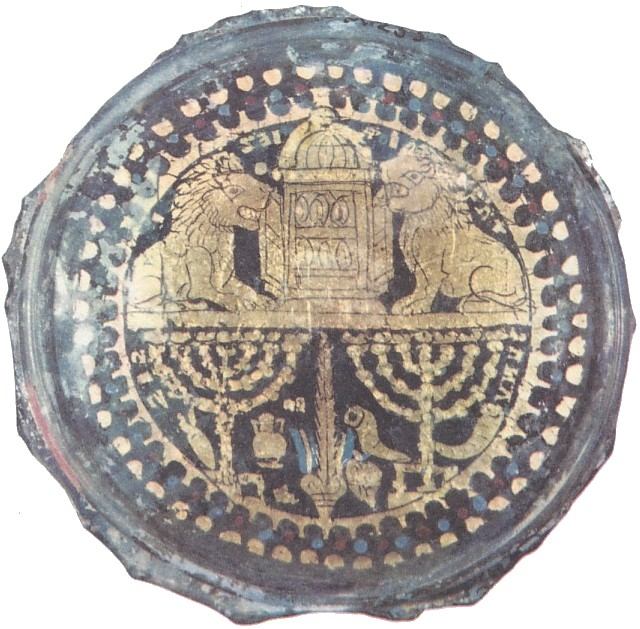
Objetos rituais judaicos retratados em vidro de ouro de Roma do século II

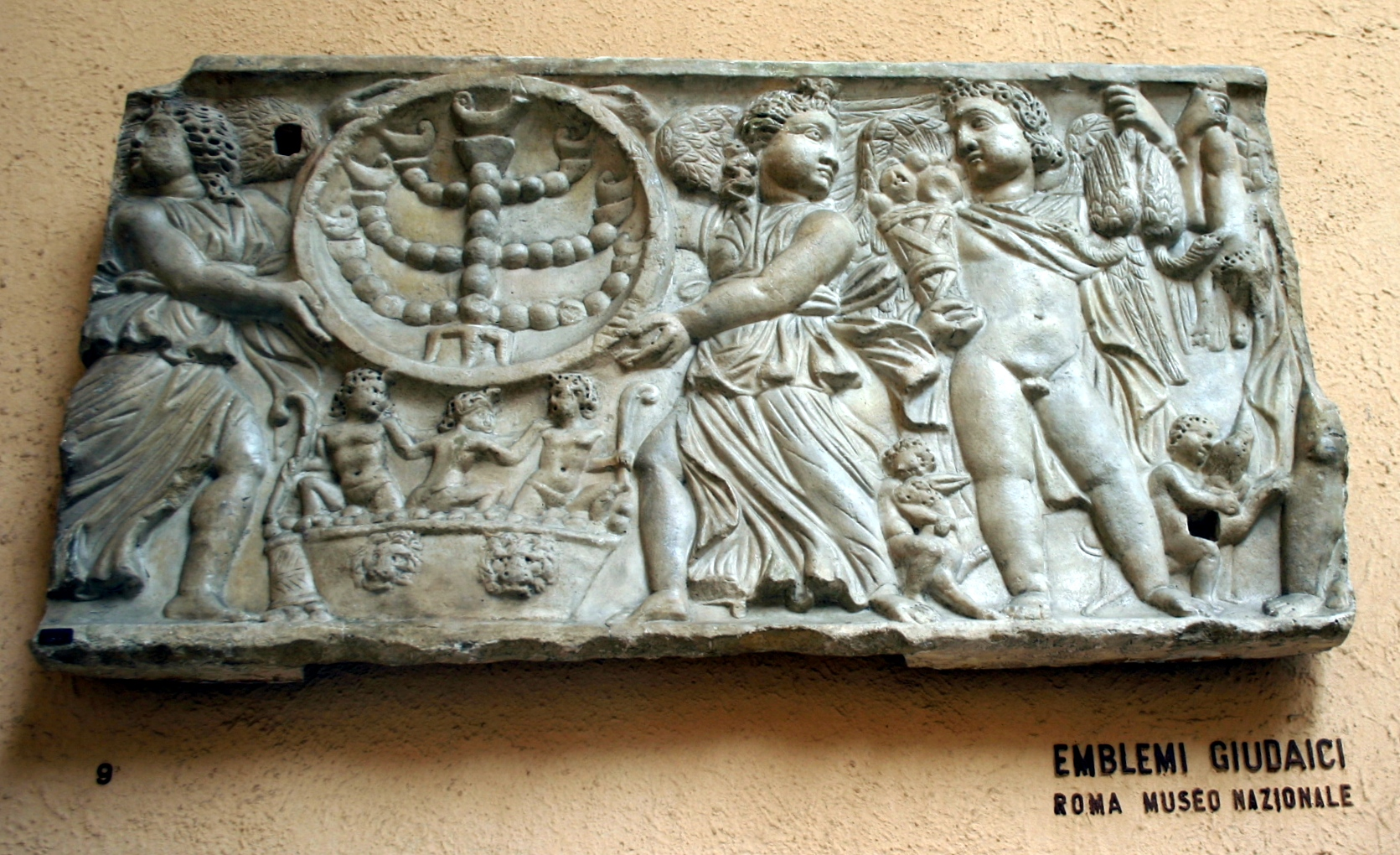
Um par de putti carregando uma menorá, em um molde de um relevo do século II ou III (original no Museu Nacional de Roma)

A história dos judeus no Império Romano traça a interação de judeus e romanos durante o período do Império Romano (27 a.C. - 476 d.C.). Suas culturas começaram a se sobrepor nos séculos anteriores à era cristã. Os judeus, como parte da diáspora judaica, migraram para Roma e a Europa romana da Terra de Israel, Ásia Menor, Babilônia e Alexandria em resposta às dificuldades econômicas e à guerra incessante pela terra de Israel entre os impérios Ptolomaico e Selêucida. Em Roma, as comunidades judaicas desfrutaram de privilégios e prosperaram economicamente, tornando-se uma parte significativa da população do Império (talvez até dez por cento).

## Guerras judaico-romanas
Em 66 d.C., começou a Primeira Guerra Judaico-Romana . A revolta foi reprimida pelos futuros imperadores romanos Vespasiano e Tito. No Cerco de Jerusalém em 70, os romanos destruíram grande parte do Templo de Jerusalém e, de acordo com alguns relatos, saquearam artefatos do Templo, como a Menorá. Os judeus continuaram a viver em suas terras em números significativos, apesar da Guerra de Quitos de 115-117, até que Júlio Severo devastou a Judéia enquanto reprimia a revolta de Barcoquebas de 132-136. 985 vilas foram destruídas e a maioria da população judaica da Judéia central foi essencialmente exterminada - morta, vendida como escrava ou forçada a fugir. Banida de Jerusalém, que foi rebatizada de Élia Capitolina, a população judaica agora se concentrava na Galileia.